# Meester van het Beigemse Altaarstuk
De Meester van het Beigemse Altaarstuk is een anonieme Vlaamse schilder die in het eerste derde van de zestiende eeuw in Brussel werkzaam was. Zijn stijl was gotisch met klassieke invloeden, en houdt het midden tussen de Meester van de Catharinalegende en Bernard van Orley. Hij maakte deel uit van de Vlaamse Primitieven.

## De verloren panelen van Beigem
Zijn naam komt van een reeks van vier schilderijen die de geseling van Jezus, de voorstelling van Jezus door Pilatus aan het volk, de kruisiging en de heropstanding afbeelden. Deze vier panelen, die samen een altaarstuk vormden, werden in 1775 door de Onze-Lieve-Vrouwekerk van Beigem gekocht van de Sint-Jacob-op-Koudenberg in Brussel. Pastoor Christianus Frencken (actief van 1754 tot 1796) gaf daarvoor 6 pistolen in ruil. De schilderijen bevonden zich in de Beigemse kerk toen deze op 13 september 1914 door de Duitse bezetters in brand gestoken werd. Slechts enkele zwart-witfoto's zijn bewaard gebleven.
In het puin van de afgebrande kerk werden destijds geen schilderijen teruggevonden, wat het vermoeden deed ontstaan dat de schilderijen al vóór de brand gestolen waren. Daarom loofde de gemeente Grimbergen in 2014 een beloning van 400.000 euro uit voor een tip die naar het altaarstuk zou leiden. De schilderijen zijn echter nog steeds zoek.

## Bewaarde werken
Enkele andere schilderijen worden aan de Meester van Beigem toegeschreven. Op al zijn bewaarde werken staat het wapen van de adellijke opdrachtgever, doorgaans prominenten uit het hof van Karel V, afgebeeld.
- De gevangenneming van Christus (Musée des Beaux-Arts de Dijon)[2]
  - Opdrachtgever: Filips van Kleef, heer van Ravenstein, admiraal der Nederlanden
- Christus voor Pilatus (Philadelphia Museum of Art, Johnson Collection Cat. 362)[6]
  - Opdrachtgever: Willem II van Croÿ, hertog van Soria, raadgever van Karel V
- Sint-Adriaan (Glasgow Museums, Archibald McLellan Collection)[7]

Het is niet uitgesloten dat de werken in Dijon en Philadelphia oorspronkelijk deel uitmaakten van hetzelfde altaarstuk als de vier verdwenen schilderijen van Beigem. Hun wedervaren tot de twintigste eeuw is onduidelijk: het paneel van Philadelphia werd in 1917 aan het museum geschonken door de Amerikaanse verzamelaar John G. Johnson; dat van Dijon werd in de Tweede Wereldoorlog aangekocht voor Hermann Göring en na de oorlog door de geallieerden geconfisqueerd.
In 2022 voert kunstkenner Jean-Luc Pypaert extra onderzoek naar de Beigemse meester en belandt hij bij de Church of the Ascension in het Britse Southam. De Duitse experte Christa Grössinger had ik 1992 al eens geopperd dat een schilderij uit die kerk aan dezelfde schilder kan worden toegeschreven als die van het Beigemse altaarstuk. Ook Pypaert is er na zijn onderzoek van overtuigd dat het paneel in Southam ooit deel uitmaakte van dezelfde reeks die oorspronkelijk in Brussel werd gemaakt en nadien opgedeeld geraakte. Hij ziet veel gelijkenissen in de manier waarop de figuren zijn geschilderd, maar ook in de stijl en de iconografie die de schilder heeft gebruikt. Maar ook de afmetingen zouden quasi gelijk zijn aan die van de schilderijen destijds in Beigem. Het zevende schilderij beeldt Christus uit zijn kruis draagt terwijl Romeinse soldaten hem begeleiden. Volgens Pypaert betekent dat ook dat er ooit nog een achtste paneel moet hebben bestaan van een pieta. Daarvan werd tot nu toe geen spoor gevonden.
Jean-Luc Pypaert gaat nog een stapje verder en stelt dat de Meester van het Beigemse Altaarstuk en de Meester van de Magdalenalegende mogelijk één en dezelfde schilder waren.
- Gemeinsame Normdatei: 1221414232
- RKD-Nederlands Instituut voor Kunstgeschiedenis: 111988
- Union List of Artist Names: 500088840
- Virtual International Authority File: 96326844